# Sit tibi terra levis

Sit tibi terra levis (abreviat S.T.T.L.) este o inscripție trecută pe monumentele funerare din Roma antică. Expresia are un echivalent exact în limba română, „să-ți fie țărâna ușoară” (folosit și la persoana a treia – „să-i fie țărâna ușoară”), spus pentru un om de curând decedat și, de regulă, îngropat.

## Semnificație
Înțelesul expresiei face referință la pământul așezat deasupra sicriului, în timpul îngropării. „Țărâna” este presupusă a fi grea atât pentru a-l despărți pe cel mort de lumea materială, a celor vii, cât și pentru a marca simbolic dificultățile pe care le va întâmpina acesta la judecata morților (viziune larg răspândită în cultele creștine).
Locuțiunea are forma unei urări adresate celui decedat (sau formulate indirect, în cazul folosirii persoanei a treia în locul celei de a doua), prin care i se dorește să depășească cu bine toate probele ivite la trecerea din lumea viilor în cea a morților, deznodământul fericit fiind sugerat prin metafora țărânei.